# NBA All-Star Game 2008
Le NBA All-Star Game 2008 s'est déroulé le dimanche 17 février 2008 dans la New Orleans Arena à La Nouvelle-Orléans, en Louisiane, domicile des Hornets de La Nouvelle-Orléans. C'était le 57e All-Star Game. L'événement est le second All-Star Game dans les ligues sportives professionnelles à jouer à La Nouvelle-Orléans après le désastre de l'Ouragan Katrina. Le premier est l'ArenaBowl. Les Raptors de Toronto étaient également candidats pour accueillir le match.
Les joueurs de la Conférence Est ont battu les joueurs de la Conférence Ouest sur le score de 134 à 128. LeBron James fut élu meilleur joueur (MVP) du match grâce à une performance de 27 points, 9 passes décisives et 8 rebonds. C'est son deuxième trophée de MVP du All-Star Game après son sacre en 2006. Le meilleur marqueur du match a été Ray Allen avec 28 points inscrits en seulement 19 minutes de jeu. Les meilleurs marqueurs de la Conférence Ouest ont été Amare Stoudemire, Carmelo Anthony et Brandon Roy avec 18 points chacun.
Les joueurs de la Conférence Est ont dominé le match de bout en bout, résistant au retour des joueurs de la Conférence Ouest en fin de match, prenant ainsi leur revanche après leur défaite l'année précédente à Las Vegas.

## Calendrier
- 15-17 février: NBA Jam Session (Ernest N. Morial Convention Center)
- vendredi, 15 février: NBA All-Star Celebrity Game et 2008 Rookie Challenge (New Orleans Arena)
- samedi, 16 février: D-League All-Star Game, Shooting Stars Competition, Skills Challenge, Three-Point Shootout et Slam Dunk Contest (New Orleans Arena)
- dimanche, 17 février: 57e NBA All-Star Game (New Orleans Arena)

## Joueurs
Voici la sélection du All-Star Game 2008.
Les joueurs marqués par un astérisque * font partie du 5 majeur de chaque formation.
Les joueurs marqués par # en sont à leur première participation.

## Effectif All-Star de l'Ouest
- Yao Ming* (Rockets de Houston)
- Tim Duncan* (Spurs de San Antonio)
- Carmelo Anthony* (Nuggets de Denver)
- Kobe Bryant* (Lakers de Los Angeles)
- Allen Iverson* (Nuggets de Denver)
- Carlos Boozer (Jazz de l'Utah)
- Steve Nash (Suns de Phoenix)
- Amare Stoudemire (Suns de Phoenix)
- Chris Paul# (New Orleans Hornets)
- David West# (New Orleans Hornets)
- Dirk Nowitzki (Mavericks de Dallas)
- Brandon Roy# (Trail Blazers de Portland).

## Effectif All-Star de l'Est
- Dwight Howard* (Magic d'Orlando)
- Kevin Garnett* (Celtics de Boston)
- LeBron James* (Cavaliers de Cleveland)
- Dwyane Wade* (Heat de Miami)
- Jason Kidd* (New Jersey Nets)
- Chauncey Billups (Pistons de Détroit)
- Richard Hamilton (Pistons de Détroit)
- Paul Pierce (Celtics de Boston)
- Chris Bosh (Raptors de Toronto)
- Caron Butler (Washington Wizards)
- Antawn Jamison (Washington Wizards)
- Joe Johnson (Hawks d'Atlanta).

Cependant, Kevin Garnett et Caron Butler sont absents pour blessures et sont remplacés respectivement par Rasheed Wallace (Detroit) et Ray Allen (Boston).

### Entraîneurs
Du côté des entraîneurs, Byron Scott, des Hornets de La Nouvelle-Orléans, est désigné entraîneur de la sélection de l'Ouest. C'est Doc Rivers des Celtics de Boston, qui entraîne la sélection de l'Est.

## SpriteSlam Dunk Contest
Concours de dunk : Les nommés pour le "Sprite Slam Dunk Contest" doivent réaliser dans le premier tour de ce concours 2 dunks différents en combinant originalité, difficulté... afin de réaliser le dunk le plus spectaculaire. À l'issue de chaque dunk, un jury composé de cinq joueurs spécialistes dans ce domaine note l'essai entre 1 et 10. La note maximale est donc de 50. Les deux joueurs qui possèdent la meilleure note (sur 100 car 2 dunks notés sur 50) peuvent accéder à la finale. Lors de celle-ci, ils doivent réaliser à nouveau 2 dunks les plus impressionnants possibles.
Contrairement aux années précédentes le vainqueur de la finale est déterminé par vote du public et non par les membres du jury.
La liste des quatre participants est :
- Vainqueur : Dwight Howard (Orlando) : Ce pivot ultra athlétique est de retour après avoir perdu le concours l'année dernière[C'est-à-dire ?]. Il a effectué un dunk avec un T-shirt et une cape de Superman.
- 2e : Gerald Green (Minnesota) : Vainqueur du concours l'année dernière[C'est-à-dire ?], il a lui aussi apporté sa touche d'originalité en dunkant après avoir soufflé sur une bougie allumée sur un cookie déposé au préalable sur le panier.
- 3e : Jamario Moon (Toronto).
- 4e : Rudy Gay (Memphis).

## Foot LockerThree-point Shootout
Concours de trois points :  Le Foot Locker Three-Point Shootout est un concours de tirs à 3 points où le but est d'en mettre le maximum en une minute (lors du tir, pour que ce dernier soit valide le joueur ne doit pas dépasser la ligne à trois points). Pour cela les joueurs disposent de 20 ballons d'une valeur de 1 point et de 5 ballons appelés money-ball d'une valeur de 2 points. Ces 25 ballons sont disposés dans 5 racks ou chaque rack débute par 4 ballons normaux et se termine par une money-ball. On peut donc marquer 6 points par rack et 30 points au total. Les racks sont disposés de la manière suivante : toujours derrière la ligne à trois points, un premier est disposé à 90° (selon le point de départ de l'angle défini par une droite perpendiculaire au panier passant par le centre du terrain) à droite, un deuxième à 45 ° à droite, un 3e à 0° (soit en face du panier) les deux derniers sont disposés à 45° et à 90° à gauche.
Les participants du concours de tirs à 3-points :
- Vainqueur : Jason Kapono (Toronto) est le tenant du titre (25 points en finale). Grand favori de ce concours, il confirme en égalant le record de Mark Price (25 points).
- 2e : Daniel Gibson (Cleveland), le meneur sophomore et tireur longue distance des Cavs, était le moins favori d'entre tous mais était bien lancé avec son titre de meilleur joueur du match des rookies la veille (match dans lequel il n'a tiré qu'à 3 points avec un résultat de 11 sur 20).
- 3e : Dirk Nowitzki (Dallas) termine dans le tour final alors qu'il n'était pas censé participer à ce concours. Il a remplacé Kobe Bryant qui a préféré ne pas y participer à cause d'une blessure aux doigts.
- 4e : Predrag Stojaković (New Orleans), vainqueur du concours en 2002 et 2003 n'a pas réitéré cette année.
- 5e : Richard Hamilton (Detroit).
- 6e : Steve Nash (Phoenix), double MVP de la saison 2004-2005 et 2005-2006.

## PlayStationSkills Challenge
Deron Williams remporte le concours en battant le record de vitesse (25"5) de Steve Nash de 2005 pour effectuer le parcours.
Il gagne en finale devant son principal rival actuel Chris Paul en ne ratant aucun tir, dribble ou passe.
Les deux autres concurrents étaient Jason Kidd et Dwyane Wade qui a effectué une piètre prestation (53"9).

## Haier Shooting Stars Competition
les années entre parenthèses représentent les années passées dans l'équipe représentée et pas pour toute la carrière
- San Antonio l'a emporté avec Tim Duncan (depuis 1997), David Robinson (1989-2003) et Becky Hammon (2007).
- 2e : Chicago avec Chris Duhon (depuis 2004), B. J. Armstrong (1989-1995; 1999-2000) et Candice Dupree (depuis 2006).
- 3e : Detroit avec Chauncey Billups (depuis 2002), Bill Laimbeer (1981-1994) et Swin Cash (depuis 2002).
- 4e : Phoenix avec Amaré Stoudemire (depuis 2002), Eddie Johnson (1987-1991) et Cappie Pondexter (depuis 2006).